# Східногвінейські ліси
Східногвінейські ліси (ідентифікатор WWF: AT0111) — афротропічний екорегіон тропічних та субтропічних вологих широколистяних лісів, розташований в Західній Африці.

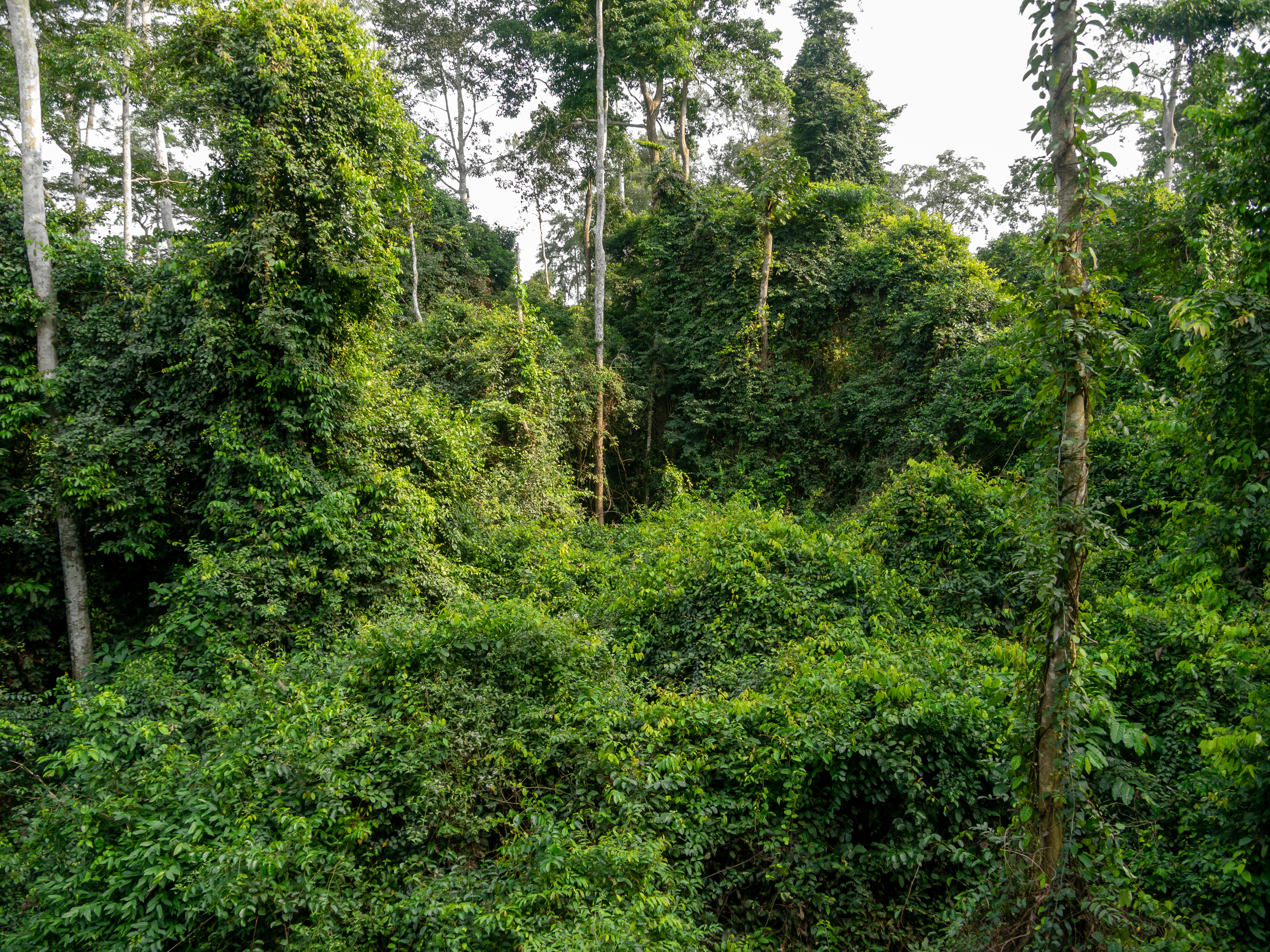
Національний парк Какум (Гана)

## Географія
Екорегіон східногвінейських лісів простягається від східного берега річки Сассандра на південному заході Кот-д'Івуару до західного берега озера Вольта в Гані. Також регіон охоплює гори Атакора, розташовані переважно на території Того, а також на крайньому сході Гани, в районі міста Амедзофе, та в департаменті Атакора на північному заході Беніну. На захід від річки Сассандра поширені західногвінейські рівнинні ліси, найзахідніший масив тропічних лісів в Африці. В прибережних районах на півдні регіону зустрічаються гвінейські мангри. На північ від регіону поширена гвінейська лісосавана, яка на схід від озера Вольта виходить до узбережжя Гвінейської затоки, формуючи Дагомейський розрив, що слугує біогеографічним бар'єром між верхньогвінейськими та нижньогвінейськими лісами. Таким чином, гірська частина екорегіону східногвінейських лісів представляє собою кілька анклавів, оточених на півдні гвінейською лісосаваною, а на півночі — регіоном посушливої західносуданської савани.
Рельєф основної частини екорегіону переважно рівнинний, його висота коливається від 50 до 300 м над рівнем моря. Подекуди в регіоні трапляються інзельберги, висота деяких з яких становить понад 400 м над рівнем моря. В горах Атакора рельєф демонструє значні коливання висоти. Найвищою вершиною цих гір є гора Агу висотою 98 м, а висота гори Сокбаро на заході Беніну становить 658 м. З геологічної точки зору основу регіону складає докембрійський кристалічний щит, на півночі також зустрічаються докрейдові осадові породи. У районах з меншою кількістю опадів поширені акрісолі, а у більш вологих районах — оксісолі. Загалом ґрунти регіону є малородючими, за винятком деяких районів.

## Клімат
На більшій частині регіону домінує саванний клімат (Aw за класифікацією кліматів Кеппена), однак на південному сході Кот-д'Івуару, на південному заході Гани та в деяких гірських районах Гани і Того переважає мусонний клімат (Am за класифікацією Кеппена). Температура регіону змінюється залежно від широти. На півдні регіону температура коливається від 22 до 34 °C, тоді як на півночі перепад темпертур більш різкий, максимальна температура там становить 43 °C, а холодними ночами вона може опускатися до 10 °C. Існують чітко виражені вологий і сухий сезони, причому сухий сезон триває довше, ніж в екорегіоні західногвінейських рівнинних лісів. У Беніні і Того середньорічна кількість опадів рідко перевищує 1500 мм, на південному заході Гани вона коливається від 1000 до 2100 мм, а в Кот-д'Івуарі — від 1400 до 2500 мм.

## Флора
Екорегіон характеризується вологими вічнозеленими лісами, які на півночі переходять у вологі напіввічнозелені ліси, а ще північніше — у сухі напіввічнозелені ліси. Зазвичай крони дерев знаходяться на висоті не менше 30 м, а у деяких дерев, що ростуть у вологих напіввічнозелених лісах Гани, — на висоті 55-60 м. У вологих вічнозелених лісах домінують представники підродин Мімозові (Mimosoideae) та Цезальпінієві (Caesalpinioideae). Навпіввічнозелені ліси вирізняються більшим флористичним різноманіттям, там також широко поширені представники родин Мелієві (Meliaceae), Хрісобаланові (Chrysobalanaceae) та Маренові (Rubiaceae). У сухих лісах на периферії регіону ростуть деякі види дерев, які скидають листя під час сезону посухи.
В лісах Гани виділяють сім типів лісів і пов'язаних з ними унікальних рослинних асоціацій. У дощових лісах, поширених на південному заході країни, переважають дерева, які також зустрічаються в західногвінейських рівнинних лісах, зокрема різні види лофір (Lophira spp.), еритьєр (Heritiera spp.) та цинометрів (Cynometra spp.). Вологі вічнозелені ліси діляться на два типи — північно-західні та південно-східні. В них зустрічаються корисні ентандрофрагми (Entandrophragma utile), івуарійські хаї (Khaya ivorensis) та твердосмолисті тріплохітони (Triplochiton scleroxylon). У більш вологому підтипі сухих напівлистопадних лісів домінують гименостегії Афцеліуса (Hymenostegia afzelii), а в більш сухому підтипі — африканські ебенові дерева (Diospyros mespiliformis) та африканські берези (Anogeissus leiocarpa). На південному сході основної частини регіону, в околицях Аккри, поширений найбільш сухий тип лісів, де переважають невисокі дерева, зокрема міллетії Тоннінга (Millettia thonningii), талботієлли Дженті (Talbotiella gentii) та дрібнолисті дріпетеси (Drypetes parvifolia).
У Кот-д'Івуарі переважають напівлистопадні та вологі вічнозелені ліси. У напівлистопадних лісах домінують представники родин Мальвові (Malvaceae), В'язові (Ulmaceae) та Шовковицеві (Moraceae). Серед поширених в цих лісах дерев слід відзначити різні види каркасів (Celtis spp.), африканський чорний горіх (Mansonia altissima), великоплодну птериготу (Pterygota macrocarpa), дерево котібе (Nesogordonia papaverifera), червону стеркулію (Sterculia rhinopetala) та африканське тикове дерево (Milicia excelsa). У вологих вічнозелених лісах зустрічаються африканські зеленосердечники (Piptadeniastrum africanum), двоколірні паркії (Parkia bicolor), івуарійські еритрофлеуми (Erythrophleum ivorense), різні види антоноти (Anthonotha spp.), гвінейські сливи (Parinari excelsa) та габонські клайнедокси (Klainedoxa gabonensis). Як у вологих вічнозелених лісах, так і у напівлистопадних лісах Кот-д'Івуару також зустрічаються різні види ентандрофрагмових (Entandrophragma spp.) та хаєвих дерев (Khaya spp.).
Лісовий покрив Того та Беніну представлений напіввічнозеленими або листопадними лісами і є значно фрагментованим. В цих лісах ростуть африканські тикові дерева (Milicia excelsa), твердосмолисті тріплохітони (Triplochiton scleroxylon), африканські анчари (Antiaris toxicaria subsp. africana), африканські ебенові дерева (Diospyros mespiliformis), африканські червоні дерева (Afzelia africana) та бавовняні дерева (Ceiba pentandra var guineensis), а також зустрічаються загостренолисті коли (Cola acuminata), великі голоптелії (Holoptelea grandis), великолисті хаї (Khaya grandifoliola), різні види авраамових дерев (Vitex spp.) та каркасів (Celtis spp.).
Протягом плейстоцену площа лісів Західної Африки скорочувалась під час посушливих льодовикових періодів, формуючи ізольовані один від одного рефугіуми, та знову збільшувалася під час міжльодовикових періодів, коли фрагментовані ділянки лісів знову об'єднувалися в один великий лісовий масив.

## Фауна
Екорегіон східногвінейських лісів вирізняється значним фауністичним та флористичним різноманіттям. Флора і фауна регіону є дуже подібною до флори і фауни західногвінейських рівнинних лісів, однак також між ними існують помітні відмінності. Річка Сассандра, яка слугує бар'єром між двома екорегіонами, є межею поширення різних таксонів. Зокрема, на захід від цієї річки мешкають попелясті мангабі (Cercocebus atys) та мавпи Діани (Cercopithecus diana), а на схід — білогорлі мангабі (Cercocebus lunulatus) та роловейські мавпи (Cercopithecus roloway), ендеміки східногвінейських лісів. Також в лісах на схід від Сассандри мешкають ведмежі колобуси (Colobus vellerosus) та мавпи Лове (Cercopithecus lowei). Іншими поширеними в регіоні приматами є малі білоносі мартишки (Cercopithecus petaurista), оливкові колобуси (Procolobus verus) та рідкісні західні шимпанзе (Pan troglodytes verus). Ендемічні червоні колобуси Уолдрон (Piliocolobus waldronae) вважаються вимерлими, однак, можливо, їх реліктова популяція збереглася в лісі Ехі, поблизу гирла річки Тано. 
Серед інших поширених в регіоні ссавців слід відзначити північного бушбока (Tragelaphus scriptus), китицевуху свиню (Potamochoerus porcus), великого лісового кабана (Hylochoerus meinertzhageni ivoriensis), водного оленька (Hyemoschus aquaticus), лісового бонго (Tragelaphus eurycerus), карликову антилопу (Neotragus pygmaeus), африканську пальмову білку (Epixerus ebii), малу сонячну білку (Heliosciurus punctatus) та болотяного щура Кансейла (Malacomys cansdalei). В західній частині екорегіону зустрічаються рідкісні карликові беремоти (Choeropsis liberiensis). Цей вид вважається «живою скам'янілістю», оскільки дуже схожі види зустрічалися в Індії, Середземномор'ї, Східній Африці та на Мадагаскарі у геологічно нещодавній час. У ізьолованих лісових анклавах регіону зустрічаються невеликі популяції африканських лісових слонів (Loxodonta cyclotis). Ці тварини відіграють значну роль у впливі на склад і структуру лісу. Їхнє можливе зникнення в цьому екорегіоні вплине на поширення різних видів рослин, які залежать від поширення свого насіння слонами. Такими рослинами є, зокрема, Balanites wilsoniana та Tieghemella heckelii. Серед хижих тварин, поширених в регіоні, слід відзначити африканського леопарда (Panthera pardus pardus), африканську цивету (Civettictis civetta) та золотого каракала (Caracal aurata). Білозубки Віммера (Crocidura wimmeri) та тоголезькі миші (Leimacomys buettneri) є ендеміками регіону.
Орнітофауна регіону також є багатою та різноманітною, хоча ендемічні птахи в регіоні відсутні. Натомість тут мешкає низка майже ендемічних видів, які окрім східногвінейських лісів, також поширені у західногвінейських рівнинних лісах. Серед таких видів слід відзначити біловолу цесарку (Agelastes meleagrides), рудочеревого личинкоїда (Lobotos lobatus), кремоводзьобого калао (Bycanistes cylindricus), рудокрилу тимелію (Illadopsis rufescens), золотохвостого мерла (Hylopsar cupreocauda), чорного нікорника (Apalis sharpii), вохристого жалівника (Bathmocercus cerviniventris), схилового гладіатора (Malaconotus lagdeni) та чорнодзьобу сову-рибоїда (Scotopelia ussheri).

## Збереження
Оцінка 2017 року показала, що 42 299 км², або 23 % екорегіону, є заповідними територіями. Природоохоронні території включають: Природний парк Гаулу та Національний парк Марауе у Кот-д'Івуарі, а також Національний парк Біа, Національний парк Какум, Національний парк Ніні-Сухієн, Природний заповідник Агумаца, Лісовий заповідник Боін-Тано та Лісовий заповідник Мамірі в Гані.